# Liste der Bundesstaaten Brasiliens

Regionen Brasiliens:
(1) Centro-Oeste
(2) Nordeste
(3) Norte
(4) Sudeste
(5) Sul

Brasilien besteht aus 26 Bundesstaaten und einem Bundesdistrikt (Distrito Federal).
Etwa 90 % der Bevölkerung konzentrieren sich auf die Bundesstaaten der Ost- und Südküste, wo es eine Bevölkerungsdichte von 20 bis über 300 Einwohner/km² gibt. Der Rest, mit dem Amazonasgebiet und den Bergregionen, hat zwar den größten Flächenanteil, aber nur eine sehr geringe Bevölkerungsdichte.
Die Bundesstaaten sind statistisch in fünf Regionen aufgeteilt (siehe Karte rechts).

## Liste, Wissenswertes
| Bundesstaat                | Lage | Bild | Wissenswertes | Bundesstaat seit … |
| -------------------------- | ---- | ---- | --- | ------------------ |
| Acre                       |      |      | Acre gehörte bis zum Beginn des 20. Jahrhunderts zu Bolivien. Es wurde jedoch von brasilianischen Einwanderern bewohnt, die innerhalb Boliviens faktisch ein unabhängiges Gebiet gebildet hatten. | 1920 1962          |
| Alagoas                    |      |      | Attraktion des Bundesstaates Alagoas sind seine weißen Strände an der 230 Kilometer langen Küstenlinie. | 1889               |
| Amapá                      |      |      | Amapá liegt ganz im Norden an der Atlantikküste und grenzt an Französisch-Guyana und Suriname. Die Atlantikküste ist von Mangrovenvegetation gekennzeichnet, der Rest des Bundesstaates von tropischem Regenwald. | 1943 1988          |
| Amazonas                   |      |      | Amazonas ist der größte Bundesstaat. Er umfasst das westliche Amazonasbecken und besteht größtenteils aus tropischem Regenwald (Amazonas-Regenwald). | 1889               |
| Bahia                      |      |      | Die Hauptstadt Bahias (baía = Bucht) ist Salvador da Bahia, das bis 1763 Hauptstadt Brasiliens war. Bahia ist mit 1.183 Kilometern Küste der Bundesstaat mit der längsten Atlantikküste. | 1889               |
| Ceará                      |      |      | Ceará grenzt an den Atlantischen Ozean. Die Hauptstadt Fortaleza hatte im Jahr 2004 die meisten Touristen von ganz Brasilien zu verzeichnen. Dabei spielt die Entfernung eine wichtige Rolle, denn Fortaleza liegt nur sieben Flugstunden von Lissabon entfernt. | 1889               |
| Distrito Federal do Brasil |      |      | Der Bundesdistrikt liegt im zentralen Hochland. Bereits 1823 wurde in einem Gesetzentwurf die Idee der Schaffung einer Planhauptstadt eingebracht. Als Gründe wurden die Unsicherheit der damaligen Hauptstadt Rio de Janeiro gegen äußere Feinde wie gegen innere Unruhen ebenso wie eine Förderung des Landeszentrums genannt.                                            | 1960               |
| Espírito Santo             |      |      | Der Bundesstaat Espírito Santo (deutsch: Heiliger Geist) liegt im Südosten. Espírito Santo ist einer der größten Granitexporteure der Welt sowie einer der größten Kaffeeproduzenten des Landes. | 1889               |
| Goiás                      |      |      | Bereits 1592 wurde hier Gold entdeckt, doch erst in der zweiten Hälfte des 18. Jahrhunderts erhielt die Suche nach dem Edelmetall einen Aufschwung durch die Entdeckung reichhaltigerer Vorkommen. | 1889               |
| Maranhão                   |      |      | Die Hauptstadt São Luís ist eine wichtige Industriestadt, als Hafen der Endpunkt der Bahnstrecke aus dem Eisenerzgebiet Serra dos Carajás, und hat eine koloniale Altstadt, die als Weltkulturerbe nach und nach restauriert wird. Alcântara bietet einen Kontrast von verfallender ehemaliger kolonialer Größe und High-Tech in Form des brasilianischen Weltraumbahnhofs. | 1889               |
| Mato Grosso                |      |      | Mato Grosso ist das Hauptanbaugebiet für Soja in Brasilien. Gouverneur war von 2003 bis 2010 der Industrielle Blairo Maggi. Seine Grupo Amaggi ist der größte Sojaanbauer weltweit. Unter seiner Regierung ließ der Bundesstaat Mato Grosso die größte Regenwaldabholzung von Brasilien durchführen.                                                                        | 1889               |
| Mato Grosso do Sul         |      |      | Mato Grosso do Sul ist mit einer Einwohnerdichte von nur 6,4 Einwohnern/km² eine der am dünnsten besiedelten Regionen. Dies liegt auch an der Tatsache, dass nahezu ein Drittel der Fläche des Bundesstaates sumpfiges Überschwemmungsgebiet sind. | 1979               |
| Minas Gerais               |      |      | Minas Gerais ist etwa so groß wie Frankreich. Die Hauptstadt Belo Horizonte wurde Ende des 19. Jahrhunderts anstelle der alten Hauptstadt Ouro Preto angelegt, die an hohen Feiertagen diese Funktion allerdings symbolisch zurückerhält. | 1889               |
| Pará                       |      |      | Pará ist der zweitgrößte Bundesstaat, hat aber nur 6,2 Mio. Einwohner. Pará liegt im Amazonasgebiet und ist zu einem bedeutenden Teil von Amazonas-Regenwald bedeckt, dessen Fläche jedoch durch Abholzung schrumpft. | 1889               |
| Paraíba                    |      |      | Etwa zwei Drittel des Bundesstaates liegen zwischen 300 und 900 Höhenmetern. Paraíba beinhaltet den östlichst gelegenen Teil Amerikas. | 1889               |
| Paraná                     |      |      | Der Bundesstaat grenzt an Argentinien und Paraguay. Hier befinden sich auch die berühmten Wasserfälle von Iguaçu. Im Osten wird Paraná durch den Atlantik begrenzt. Hier siedelten im 19. Jahrhundert zahlreiche Einwanderer aus Italien, Polen, Deutschland, Russland und der Ukraine.                                                                                     | 1889               |
| Pernambuco                 |      |      | Der Bundesstaat ist landwirtschaftlich dominiert, besonders wichtig sind der Anbau von Zuckerrohr und Maniok. Bis zum Beginn des 19. Jahrhunderts hatte er eine hohe Bedeutung als Zuckerexporteur. Seitdem war Pernambuco Schauplatz mehrerer Revolten und seine Bedeutung ging stetig zurück.                                                                             | 1889               |
| Piauí                      |      |      | Piauí hat eine Bevölkerungsdichte von 11,3 Einwohnern pro km². Die Hauptstadt Teresina wurde 1852 gegründet und erhielt ihren Namen zu Ehren der Kaiserin Teresa Cristina. Sie war die erste Hauptstadt in Brasilien, die geplant angelegt wurde. | 1889               |
| Rio de Janeiro             |      |      | Die Bewohner des Bundesstaates werden als Fluminenses bezeichnet, während sich die Bewohner der Hauptstadt Cariocas nennen. | 1889               |
| Rio Grande do Norte        |      |      | Rio Grande do Norte ist der nordöstlichste Bundesstaat von Brasilien und ebenso die nordöstlichste Ecke von Südamerika. Er ist bekannt für seine weitläufigen Dünenlandschaften. | 1889               |
| Rio Grande do Sul          |      |      | Indianer und die Abenteurer des 17. und 18. Jahrhunderts waren die ersten Einwohner und erwarben sie sich den Ruhm eines kämpferischen Volkes, da sie die 1.700 km lange Grenze zu Argentinien und Uruguay verteidigen mussten. | 1889               |
| Rondônia                   |      |      | Rondônia entstand aufgrund eines Kolonisationsprojekts und wurde nach dem Forscher und Landvermesser Cândido Rondon benannt, der 1913 von Theodore Roosevelt auf einer Expedition begleitet wurde. | 1981               |
| Roraima                    |      |      | Ein Großteil des Bundesstaates ist vom tropischen Regenwald bedeckt. Im Osten dehnt sich ein kleines Savannengebiet aus. | 1943 1988          |
| Santa Catarina             |      |      | Im 19. Jahrhundert ist eine verstärkte Einwanderung von Italienern, Polen, Russen und Deutschen zu verzeichnen. Bekannt auch über die Grenzen Brasiliens hinaus ist u. a. das jährlich in Blumenau stattfindende Oktoberfest. | 1889               |
| São Paulo                  |      |      | São Paulo ist der bevölkerungsreichste und wirtschaftlich bedeutendste Bundesstaat. Die Fläche des Bundesstaats São Paulo macht nur etwa 3 % der Fläche Brasiliens aus. Die Einwohnerzahl aber entspricht etwa 22,5 % der Gesamtbevölkerung. | 1889               |
| Sergipe                    |      |      | Sergipe grenzt an die Bundesstaaten Alagoas und Bahia sowie an den Atlantischen Ozean. | 1889               |
| Tocantins                  |      |      | Tocantins hat eine Bevölkerungsdichte von 4,17 Einwohnern pro km². Der Staat wurde durch Beschluss der Bundesregierung im Jahr 1988 durch Abspaltung von Goiás gegründet. | 1988               |

1. 1 2 3  Bundesterritorium
2. ↑  Bundesdistrikt

## Statistik
| Flagge | Bundesstaat         | ISO 3166-2:BR | Hauptstadt     | Fläche in km² | Einwohner (Volkszählung 2022) | Dichte Ew./km² (2010) | BIP (2015) in Mio. R$ | (% insg.) (2015) | BIP pro Kopf (2015) | Index der menschlichen Entwicklung (2010) | Alphabetisierung (2016) | Kindersterblichkeit (2016) | Lebenserwartung (2016) |
| ------ | ------------------- | ------------- | -------------- | ------------- | ----------------------------- | --------------------- | --------------------- | ---------------- | ------------------- | ----------------------------------------- | ----------------------- | -------------------------- | ---------------------- |
|        | Acre                | AC            | Rio Branco     | 164 122,2     | 830 018                       | 4,30                  | 13 622 000            | 0,2              | 16 953,46           | 0,663                                     | 86,9 %                  | 17,0 ‰                     | 73,9                   |
|        | Alagoas             | AL            | Maceió         | 27 767,7      | 3 127 683                     | 108,61                | 46 364 000            | 0,8              | 13 877,53           | 0,631                                     | 80,6 %                  | 19,5 ‰                     | 71,6                   |
|        | Amapá               | AP            | Macapá         | 142 814,6     | 733 759                       | 4,16                  | 13 861 000            | 0,2              | 18 079,54           | 0,708                                     | 95 %                    | 23,2 ‰                     | 73,9                   |
|        | Amazonas            | AM            | Manaus         | 1 570 745,7   | 3 941 613                     | 2,05                  | 86 560 000            | 1,4              | 21 978,95           | 0,674                                     | 93,1 %                  | 18,2 ‰                     | 71,9                   |
|        | Bahia               | BA            | Salvador       | 564 692,7     | 14 141 626                    | 24,46                 | 245 025 000           | 4,1              | 16 115,89           | 0,660                                     | 87 %                    | 17,3 ‰                     | 73,5                   |
|        | Ceará               | CE            | Fortaleza      | 148 825,6     | 8 794 957                     | 54,40                 | 130 621 000           | 2,2              | 14 669,14           | 0,682                                     | 84,8 %                  | 14,4 ‰                     | 73,8                   |
|        | Distrito Federal    | DF            | Brasília       | 5 822,1       | 2 817 381                     | 400,73                | 215 613 000           | 3,6              | 73 971,05           | 0,824                                     | 97,4 %                  | 10,5 ‰                     | 78,1                   |
|        | Espírito Santo      | ES            | Vitória        | 46 077,5      | 3 833 712                     | 73,97                 | 120 363 000           | 2                | 30 627,45           | 0,740                                     | 93,8 %                  | 8,8 ‰                      | 78,2                   |
|        | Goiás               | GO            | Goiânia        | 340 086,7     | 7 056 495                     | 16,52                 | 173 632 000           | 2,9              | 26 265,32           | 0,735                                     | 93,5 %                  | 14,9 ‰                     | 74,2                   |
|        | Maranhão            | MA            | São Luís       | 331 983,3     | 6 755 805                     | 18,38                 | 78 475 000            | 1,3              | 11 366,23           | 0,639                                     | 83,3 %                  | 21,3 ‰                     | 70,6                   |
|        | Mato Grosso         | MT            | Cuiabá         | 903 357,9     | 3 658 649                     | 3,10                  | 107 418 000           | 1,8              | 32 894,96           | 0,725                                     | 93,5 %                  | 16,9 ‰                     | 74,2                   |
|        | Mato Grosso do Sul  | MS            | Campo Grande   | 357 125,0     | 2 757 013                     | 6,34                  | 83 082 000            | 1,4              | 31 337,22           | 0,729                                     | 93,7 %                  | 14,0 ‰                     | 75,5                   |
|        | Minas Gerais        | MG            | Belo Horizonte | 586 528,3     | 20 539 989                    | 32,79                 | 519 326 000           | 8,7              | 24 884,94           | 0,731                                     | 93,8 %                  | 10,9 ‰                     | 77,2                   |
|        | Pará                | PA            | Belém          | 1 247 689,5   | 8 121 025                     | 5,58                  | 130 883 000           | 2,2              | 16 009,98           | 0,646                                     | 90,7 %                  | 16,6 ‰                     | 72,1                   |
|        | Paraíba             | PB            | João Pessoa    | 56 439,8      | 3 974 687                     | 63,71                 | 56 140 000            | 0,9              | 14 133,32           | 0,658                                     | 83,7 %                  | 16,1 ‰                     | 73,2                   |
|        | Paraná              | PR            | Curitiba       | 199 314,9     | 11 444 380                    | 51,48                 | 376 960 000           | 6,3              | 33 768,62           | 0,749                                     | 95,5 %                  | 9,3 ‰                      | 77,1                   |
|        | Pernambuco          | PE            | Recife         | 98 311,6      | 9 058 931                     | 85,58                 | 156 955 000           | 2,6              | 16 795,34           | 0,673                                     | 87,2 %                  | 12,7 ‰                     | 73,9                   |
|        | Piauí               | PI            | Teresina       | 251 529,2     | 3 271 199                     | 11,95                 | 39 148 000            | 0,7              | 12 218,51           | 0,646                                     | 82,8 %                  | 19,1 ‰                     | 71,1                   |
|        | Rio de Janeiro      | RJ            | Rio de Janeiro | 43 696,1      | 16 055 174                    | 352,05                | 659 137 000           | 11               | 39 826,95           | 0,761                                     | 97,3 %                  | 11,5 ‰                     | 76,2                   |
|        | Rio Grande do Norte | RN            | Natal          | 52 796,8      | 3 302 729                     | 56,88                 | 57 250 000            | 1                | 16 631,86           | 0,684                                     | 85,3 %                  | 14,7 ‰                     | 75,7                   |
|        | Rio Grande do Sul   | RS            | Porto Alegre   | 281 748,5     | 11 882 965                    | 38,49                 | 381 985 000           | 6,4              | 33 960,36           | 0,746                                     | 96,8 %                  | 9,6 ‰                      | 77,8                   |
|        | Rondônia            | RO            | Porto Velho    | 237 576,2     | 1 581 196                     | 6,46                  | 36 563 000            | 0,6              | 20 677,95           | 0,690                                     | 93,3 %                  | 20,0 ‰                     | 71,3                   |
|        | Roraima             | RR            | Boa Vista      | 224 299,0     | 636 707                       | 1,74                  | 10 354 000            | 0,2              | 20 476,71           | 0,707                                     | 93,4 %                  | 17,2 ‰                     | 71,5                   |
|        | Santa Catarina      | SC            | Florianópolis  | 95 346,2      | 7 610 361                     | 61,53                 | 249 073 000           | 4,2              | 36 525,28           | 0,774                                     | 97,2 %                  | 9,2 ‰                      | 79,1                   |
|        | São Paulo           | SP            | São Paulo      | 248 209,4     | 44 411 238                    | 162,93                | 1 939 890 000         | 32,4             | 43 694,68           | 0,783                                     | 97,2 %                  | 9,9 ‰                      | 78,1                   |
|        | Sergipe             | SE            | Aracaju        | 21 910,3      | 2 210 004                     | 89,81                 | 38 554 000            | 0,6              | 17 189,28           | 0,665                                     | 85,3 %                  | 16,2 ‰                     | 72,7                   |
|        | Tocantins           | TO            | Palmas         | 277 620,9     | 1 511 460                     | 4,70                  | 28 930 000            | 0,5              | 19 094,16           | 0,699                                     | 89,6 %                  | 15,8 ‰                     | 73,4                   |